# Гатри, Фредерик
Фредерик Гатри (англ. Frederick Guthrie; 15 октября 1833, Лондон — 21 октября 1886, Лондон) — британский физик и химик, а также академический писатель.
Он был сыном лондонского торговца Александра Гатри и младшим братом математика Фрэнсиса Гатри. Вместе с Уильямом Флетчером Барреттом он основал Лондонское физическое общество (ныне Институт физики) в 1874 году и был президентом общества с 1884 по 1886 год. Он считал, что наука должна основываться на экспериментах, а не на дискуссиях.

## Академическая карьера
Его академическая карьера началась в Университетском колледже Лондона, где он проучился три года. Он изучал химию у Томаса Грэма и Александра Уильяма Уильямсона и математику у Августа Де Моргана. В 1852 году он представил наблюдения своего брата Фрэнсиса Де Моргану.
В 1854 году Гатри отправился в Гейдельберг, чтобы учиться у Роберта Бунзена, а затем в 1855 году получил докторскую степень в Марбургском университете у Адольфа Вильгельма Германа Кольбе.
В 1856 году он присоединился к Эдварду Франкленду, профессору химии в колледже Оуэнс в Манчестере. В 1859 году он поступил в Эдинбургский университет.
Гатри синтезировал горчичный газ в 1860 году из этилена и дихлорида серы. Гутери, вероятно, не был первым, кто синтезировал горчичный газ, но он был одним из первых, кто задокументировал его токсические эффекты. Гутери синтезировал горчичный газ почти одновременно с Альбертом Ниманном, который также синтезировал горчичный газ и отметил его токсическое действие в своих собственных экспериментах. И Гутери, и Ниманн опубликовали свои выводы 1 января 1860 года.
В 1860 году Гатри был избран членом Королевского общества Эдинбурга, его инициатором был Лайон Плейфер. Он был избран членом Лондонского королевского общества в 1871 году.
Он работал профессором химии и физики в Королевском колледже Маврикия с 1861 по 1867 год.
Позже Гатри был профессором Королевской горной школы в Лондоне, где он был наставником будущего физика-экспериментатора Чарльза Бойза. Он также был наставником Джона Амброуза Флеминга и сыграл важную роль в переключении его интереса с химии на электричество.
Он изобрёл термоэмиссионный диод в 1873 году (позже он был приписан помощнику Эдисона У. Дж. Хаммеру).
Гатри написал «Элементы тепла» в 1868 году и «Магнетизм и электричество» в 1873 году (опубликовано в 1876 году).
Гатри также был лингвистом, драматургом и поэтом. Под именем Фредерика Черни он написал поэмы «Еврей» (1863 г.) и «Логроно» (1877 г.).
Гатри умер в 1886 году и похоронен на кладбище Кенсал-Грин в Лондоне.

## Семья
Он был женат четыре раза.
Его сын Фредерик Бикелл Гатри был агрохимиком.